# Jean-Claude Pascal
Pour les articles homonymes, voir Pascal.
Jean-Claude Pascal est un acteur, chanteur et écrivain français né le 24 octobre 1927 à Paris (7e) et mort le 5 mai 1992 à Clichy (Hauts-de-Seine).
En 1944, à l'âge de 17 ans, il s'engage dans Deuxième division blindée  et reçoit la Croix de guerre. 
Après avoir été styliste de mode, il fait ses débuts en 1949 au cinéma, où il incarne des rôles de séducteur qui lui permettent de devenir dans les années 1950 l'un des acteurs de cinéma les plus appréciés du public français.
Il entame également, en 1955, une carrière de chanteur de charme, remportant le Concours Eurovision de la chanson 1961 grâce à la chanson Nous les amoureux. Au début des années 1980, il se reconvertit en écrivain et en historien, publiant romans noirs et romans historiques, ainsi que ses mémoires.

## Biographie

### Famille
Jean-Claude Pascal — Jean-Claude Roger Henri Villeminot pour l'état civil — naît 24 octobre 1927 à Paris (7e arr.) dans une famille de riches industriels du textile. Sa mère, Arlette Lemoine (1908-2009), est l'arrière-petite-fille du couturier Charles Frederick Worth. Son père, Roger Villeminot, meurt l'année de sa naissance.

### Lycéen
Il commence sa scolarité secondaire, en 1938, au collège Annel[Passage problématique], à Compiègne, et la conclut au lycée Janson-de-Sailly à Paris. 

### Engagé volontaire
En 1944, à l'âge de 17 ans, il s'engage dans la Deuxième division blindée du général Leclerc. Il est le premier soldat français à entrer dans Strasbourg, en novembre 1944, alors que l'armée allemande est encore en train d'évacuer la ville. Il reçoit pour cela la Croix de guerre en 1945. Après la Libération, il s'installe à Paris et étudie brièvement à la Sorbonne.

### Styliste
Jean-Claude Pascal commence sa carrière professionnelle dans l'entreprise textile de son oncle paternel. Il travaille ensuite comme modéliste-dessinateur chez Hermès, puis chez les couturiers Christian Dior et Robert Piguet. Son physique et sa prestance lui permettent de poser également comme modèle.
Mais, lassé de ce travail, Jean-Claude quitte Piguet et tente d'intégrer le monde du théâtre, en dessinant des costumes, notamment pour la pièce Dom Juan de Molière, dans une mise en scène de Louis Jouvet. Il entre un temps chez la couturière Anny Blatt, mais le stylisme ne lui convient plus et il choisit de mener une carrière d'acteur. 

### Acteur
En 1948, il s'inscrit au cours Simon et adopte le nom de scène de « Jean-Claude Pascal », à la demande de sa famille qui ne souhaite pas voir son patronyme associé au monde du théâtre.
Il fait ses débuts sur les planches en 1949, aux côtés de Pierre Renoir et d'Edwige Feuillère, dans La Dame aux camélias d'Alexandre Dumas fils. Il enchaîne avec La Femme en blanc de Marcel Achard, aux côtés de Renée Saint-Cyr. La même année, décoloré en blond, il incarne le prince Albert de Bavière dans son premier film, Le Jugement de Dieu, de Raymond Bernard, lequel l'a repéré par hasard,. Il campe dès lors des personnages de séducteurs et d'aristocrates romantiques, souvent dans des films historiques ou de cape et d'épée.
Son quatrième film, Un grand patron d'Yves Ciampi (1951), où il partage l'affiche avec Pierre Fresnay, obtient un grand succès. En 1952, il incarne Livio dans Un caprice de Caroline chérie. En 1953, il prête sa distinction au personnage d'Axel de Fersen dans Si Versailles m'était conté… de Sacha Guitry puis, en 1959, à celui du tsar Alexandre Ier dans La Belle et l'Empereur. En 1956, il tourne La Châtelaine du Liban de Richard Pottier, d'après le roman éponyme de Pierre Benoit.
En 1959, il reçoit le prix Femina d'interprétation masculine pour son rôle de Yan dans Pêcheur d'Islande, adaptation du roman de Pierre Loti,. Il tourne dans quelques productions étrangères, notamment Opération Opium (1966) de Terence Young, réalisateur des premiers James Bond.
Au gré des tournages, il côtoie Anouk Aimée, Arletty, Brigitte Bardot, Martine Carol, Danielle Darrieux, Gina Lollobrigida, Michèle Mercier, Romy Schneider, Erich von Stroheim et Charles Vanel. Il est également ami intime de Jean Chevrier, époux de Marie Bell.
Sa carrière d'acteur au cinéma marque le pas avec l'avènement de la Nouvelle Vague, et l'après-1968 lui est fatal. Il interprète encore en 1968, le Grand Eunuque du Sultan du Maroc dans Angélique et le Sultan, dernier épisode de la série Angélique. En 1970, Les Toits de Saint-Paul d'Alfred Weidenmann marque sa dernière apparition au cinéma.
Par la suite, Jean-Claude Pascal joue à la télévision dans des séries comme Le Temps de vivre... Le Temps d'aimer de Louis Grospierre ou Le Chirurgien de Saint-Chad de Jean Siegrist. Il revient aussi au théâtre, notamment au travers de l'émission Au théâtre ce soir avec, par exemple Adieu Prudence de Leslie Stevens en 1985. En 1982, il met en scène Bérénice de Racine à l'auditorium Maurice-Ravel de Lyon.

### Chanteur

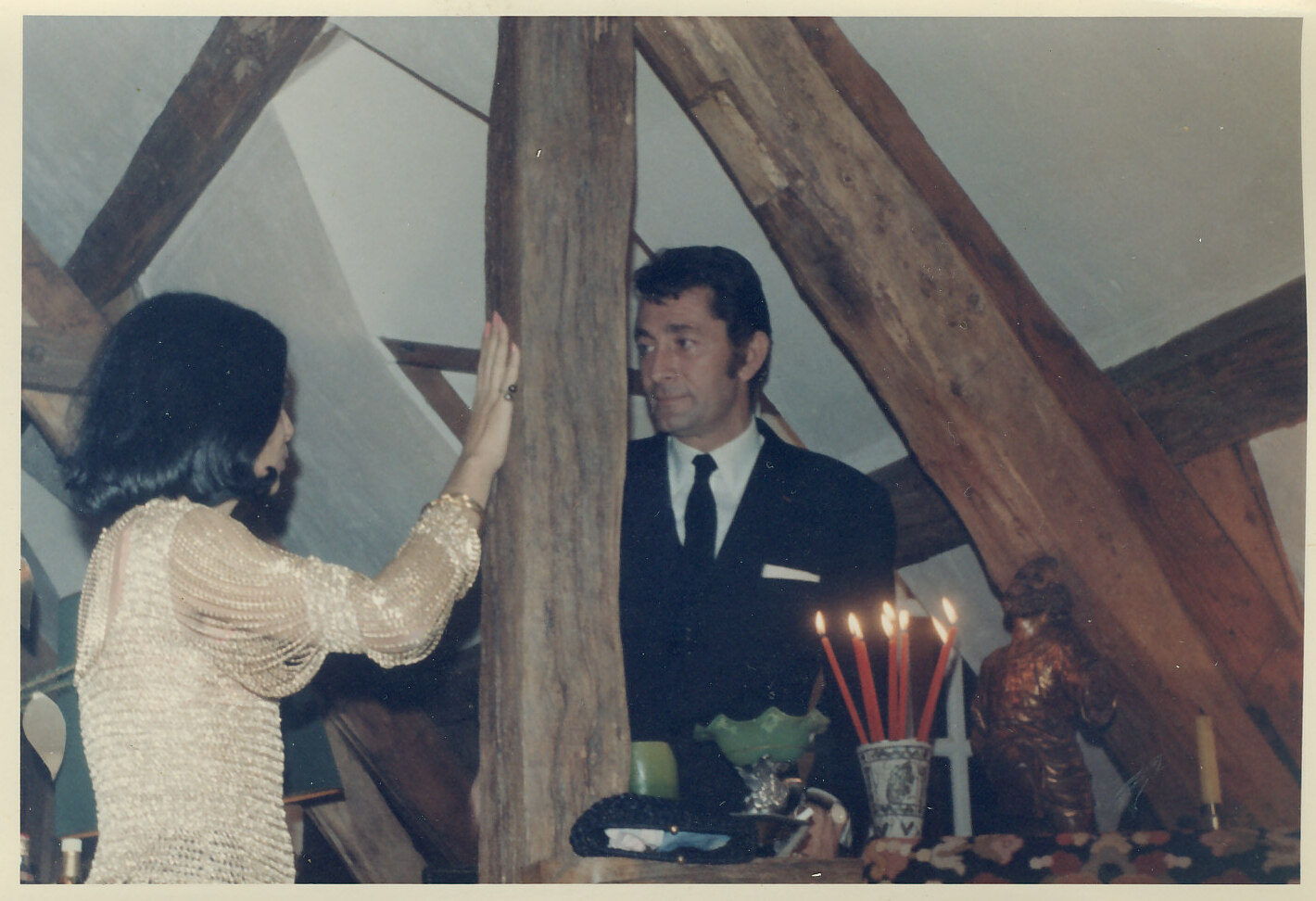
Jean-Claude Pascal, en 1970, à Gambais.

Jean-Claude Pascal fait ses débuts en tant que chanteur, en 1955, avec la chanson Je voudrais, écrite par Charles Aznavour. Il donne son premier récital en 1961, à Bobino, avec des chansons signées par de jeunes auteurs comme Jean Ferrat, Serge Gainsbourg et Bernard Dimey.
En 1961, la télévision luxembourgeoise le sollicite pour la représenter à la sixième édition du Concours Eurovision de la chanson. Le samedi 18 mars, au palais des festivals de Cannes, il remporte le concours pour le Luxembourg, avec la chanson Nous les amoureux, écrite par Maurice Vidalin et composée par Jacques Datin,.
Si, au sens premier, les paroles de la chanson s'entendent comme le combat de deux amoureux contre les préjugés de la société de l'époque, en réalité elles dénoncent — sans que le grand public ne s'en doute — la répression des amours homosexuelles et prédisent une évolution prochaine des esprits à leur égard, ainsi que le chanteur lui-même devait le reconnaître plus tard,.
En 1962, il reçoit le prix de l'académie Charles-Cros. En 1967, il obtient un grand succès commercial avec sa reprise en allemand des Neiges du Kilimandjaro de Pascal Danel. Il enregistre de nombreux albums et reprend des morceaux de Charles Aznavour (notamment L'Amour, c'est comme un jour), Guy Béart, Gilbert Bécaud, Barbara ou Jacques Brel. Il ralentit sa carrière de chanteur au début des années 1970, pour se consacrer à nouveau au théâtre et à la télévision.
En 1981, pour marquer le vingtième anniversaire de sa victoire au Concours Eurovision de la chanson, la télévision luxembourgeoise lui demande de la représenter à nouveau. Il participe à la vingt-sixième édition du concours, avec la chanson C'est peut-être pas l'Amérique, dont il co-signe les paroles avec Sophie Makhno, mais termine cette fois à la onzième place.
En 1983, il enregistre un dernier album de chansons inédites, dont la plupart des textes ont été écrits par Gilbert Sinoué.
Jean-Claude Pascal se livre également à des imitations lors de ses spectacles et pour l'ORTF : Pierre Fresnay, Tino Rossi, Jean Marais, Jean Sablon, Charles Trenet.

### Écrivain
À partir de 1983, Jean-Claude Pascal entame une carrière d'écrivain. Son premier ouvrage, Le Beau Masque, est publié en 1986. Il s'agit d'une autobiographie partielle, dans laquelle il se concentre sur sa carrière cinématographique. Il y décrit ses nombreuses rencontres avec des actrices et ses souvenirs de tournage.
Il se lance ensuite dans l'écriture de romans policiers (Le Panier de crabes en novembre 1986, ainsi que ses suites, Le Fauve en février 1987 et La Garce en avril 1987). Il poursuit avec des romans (L'Arc-en-ciel de novembre en mars 1989 et L'Enfant et les Giboulées en janvier 1990).
Encouragé par Philippe Erlanger, il rédige deux ouvrages historiques. En 1988, La Reine maudite, biographie de Marie Stuart, et en 1991, L'Amant du roi, biographie du duc de Luynes, favori du roi Louis XIII.

### Mort

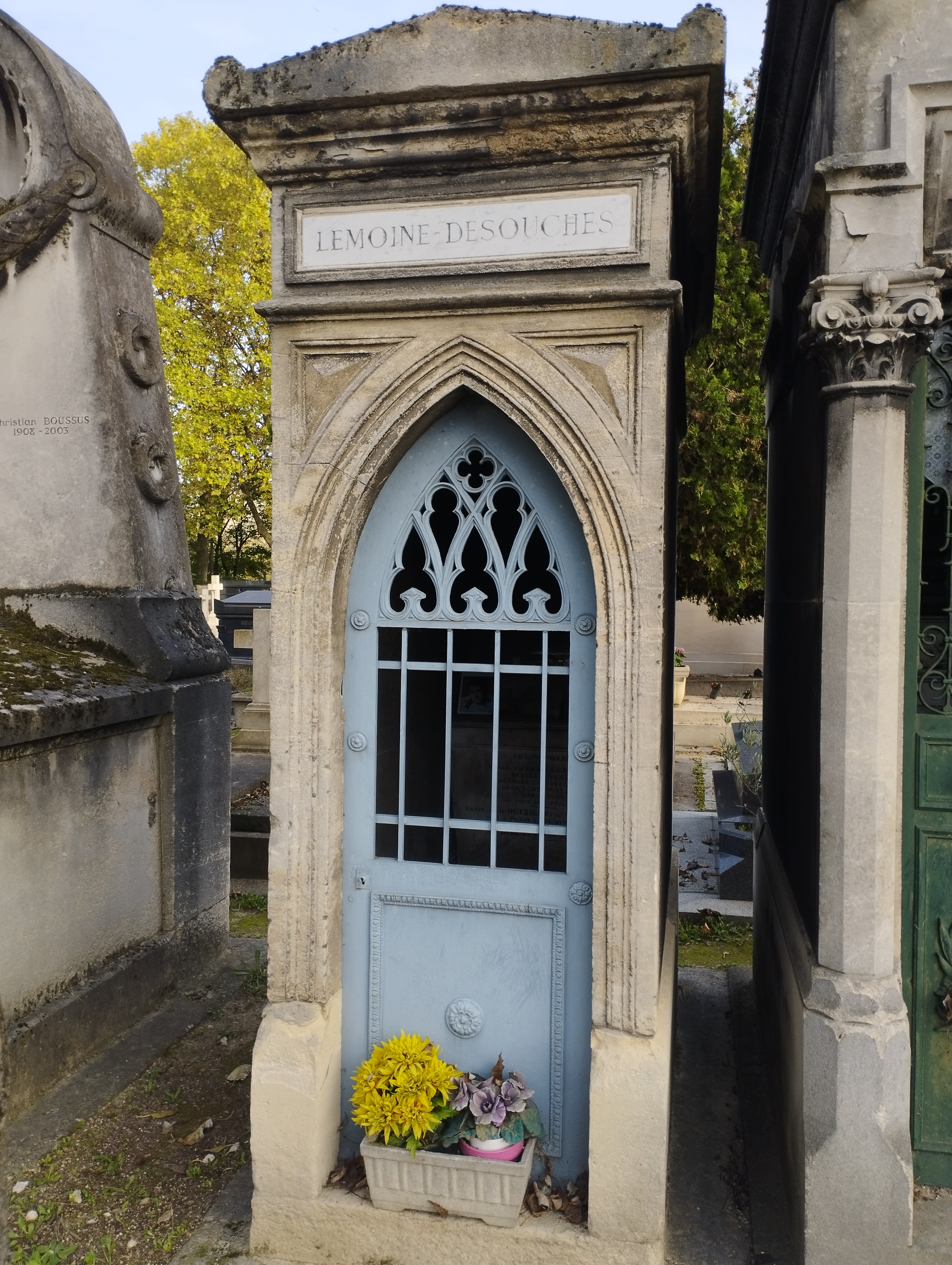
Caveau de la famille maternelle de Jean-Claude Pascal, au cimetière du Montparnasse (division 25).

Jean-Claude Pascal meurt  le 5 mai 1992 à l'hôpital Beaujon de Clichy-la-Garenne (Hauts-de-Seine) à l'âge de 64 ans, des suites d'un cancer de l'estomac.
Conformément à ses dernières volontés, il est incinéré. Une partie de ses cendres est dispersée dans la baie du mont Saint-Michel et dans la baie d'Hammamet (Tunisie) où il possédait une villa. Sa mère placera une plaque à son nom dans la chapelle du caveau familial au cimetière du Montparnasse (division 25), où l'autre partie de ses cendres est inhumée.
Assumant avec discrétion son homosexualité de par son image publique de séducteur,, à la manière de Rock Hudson aux États-Unis, il était célibataire et sans enfant. 
De son vivant, Jean-Claude Pascal a été élu plusieurs années de suite « homme le plus élégant de France ». Sa garde-robe a été exposée en 2004 au Musée de la chemiserie et de l'élégance masculine, à Argenton-sur-Creuse (Indre).

## Théâtre
- 1949 : La Dame aux camélias
- 1957 : Un Français à Moscou de Pol Quentin, mise en scène Jacques Charon, théâtre de la Renaissance
- 1973 : Les Amants terribles de Noël Coward, mise en scène Raymond Gérome, théâtre Montparnasse

## Filmographie

### Cinéma
- 1949 : Le Jugement de Dieu de Raymond Bernard : Prince Albert de Bavière
- 1951 : Les Mousquetaires du roi de Marcel Aboulker et Michel Ferry (inachevé)
- 1951 : Ils étaient cinq de Jack Pinoteau : Philippe
- 1951 : Quatre roses rouges de Nunzio Malasomma : Pietro Leandri
- 1951 : Un grand patron d'Yves Ciampi : Marcillac
- 1951 : Le Rideau cramoisi d'Alexandre Astruc : l'officier
- 1952 : Un caprice de Caroline chérie de Jean Devaivre : Livio
- 1952 : Le Plus Heureux des hommes d'Yves Ciampi : Michel Brissac
- 1952 : La Forêt de l'adieu de Ralph Habib : Jean-Pierre
- 1953 : Alerte au Sud de Jean Devaivre : Jean Pasquier
- 1953 : Le Chevalier de la nuit de Robert Darène : Georges de Ségar / L'inconnu
- 1953 : Les Enfants de l'amour de Léonide Moguy : docteur Baurain
- 1953 : Si Versailles m'était conté… de Sacha Guitry : Axel de Fersen
- 1953 : Cœur frivole ou la grande comédie, court métrage de Pierre Gaspard-Huit : le narrateur
- 1954 : Le Grand Jeu de Robert Siodmak : Pierre Martel
- 1954 : La Rage au corps de Ralph Habib : Gino
- 1954 : Les Trois Voleurs de Lionello De Felice : Gastone Cascarilla
- 1954 : Le Fils de Caroline chérie de Jean Devaivre : Juan d'Aranda / de Sallanches
- 1955 : Milord l'Arsouille d'André Haguet : Lord Henry de Seymour / Milord l'Arsouille
- 1955 : Les Mauvaises Rencontres d'Alexandre Astruc : Blaise Walter
- 1956 : Le Salaire du péché de Denys de La Patellière : Jean de Charvin
- 1956 : La Châtelaine du Liban de Richard Pottier : Jean Domèvre
- 1957 : Les Lavandières du Portugal de Pierre Gaspard-Huit : Jean-François Aubrey
- 1958 : Le Fric de Maurice Cloche : Jacques Moulin
- 1959 : Pêcheur d'Islande de Pierre Schoendoerffer : Guillaume « Yan » Floury
- 1959 : Guinguette de Jean Delannoy : Marco
- 1959 : La Belle et l'Empereur d'Axel von Ambesser : le tsar Alexandre 1er
- 1959 : L'Homme de la frontière (La encrucijada) d'Alfonso Balcázar : Javier
- 1960 : Préméditation d'André Berthomieu : Bernard Sommet
- 1960 : La Rabouilleuse de Louis Daquin : Philippe Brideau
- 1961 : Le Rendez-vous de Jean Delannoy : Pierre
- 1962 : La Salamandre d'or de Maurice Régamey : Antoine de Montpezat
- 1964 : Le Faux Pas d'Antoine d'Ormesson : Robert
- 1966 : Opération opium de Terence Young : Galam Khan
- 1967 : Les Quatre Mariages de Marisol (es) (Las cuatro bodas de Marisol), de Luis Lucia : Frank Moore
- 1968 : Angélique et le sultan de Bernard Borderie : Osman Ferradji
- 1970 : Sexe et Châtiments (de) (Unter den Dächern von St. Pauli), d'Alfred Weidenmann : Dr Pasucha
- 1973 : La Couture Française, court métrage de Pierre Unia : le narrateur

### Télévision

#### Téléfilms
- 1961 : On vous écrira
- 1963 : Teuf-Teuf
- 1964 : Sans merveille de Michel Mitrani : Franck
- 1965 : Une nuit sans lendemain : l'acteur / le cadet / le cheik / le paysan / l'adolescent
- 1972 : Au théâtre ce soir : Les Français à Moscou de Pol Quentin, mise en scène Michel Roux, réalisation Georges Folgoas, théâtre Marigny
- 1983 : L'Attrapeur (Liebe läßt alle Blumen blühen), de Marco Serafini (de) : le marquis de Formentière
- 1984 : Au théâtre ce soir : Adieu Prudence de Leslie Stevens, adaptation Pierre Barillet et Jean-Pierre Gredy, mise en scène Alain Feydeau, réalisation Pierre Sabbagh, théâtre Marigny

#### Séries télévisées
- 1964 : Vol 272 : Marc
- 1966 : Comment ne pas épouser un milliardaire de Roger Iglésis : le commandant Jean Leroy-Dantec
- 1973 : Le Temps de vivre... Le Temps d'aimer de Louis Grospierre : Jean
- 1976 : Le Chirurgien de Saint-Chad : Dr Patrick Villaresi

## Discographie

### Singles
- 1955 : Je voudrais
- 1958 : Devinez
- 1958 : Un jour, vous comprendre
- 1958 : Croquemitoufle
- 1959 : Le Poinçonneur des Lilas
- 1959 : La Nuit
- 1960 : Marie, Marie
- 1960 : L'Absent
- 1961 : On n'oublie rien
- 1961 : Toi
- 1961 : Les Cornemuses
- 1961 : Nous les amoureux
- 1962 : Un an déjà
- 1963 : Dans les journaux
- 1963 : Elle était si jolie
- 1964 : Bergère
- 1964 : Être aimé de toi
- 1965 : Pour les jours et les nuits
- 1965 : Soirées de prince
- 1966 : Au fond du verre
- 1966 : Vivre libre
- 1966 : Göttingen
- 1967 : Chanson pour terminer
- 1970 : Tu sais... chez eux
- 1976 : Le Pèlerinage. Frida (Nyel / Verlor)
- 1981 : C'est peut-être pas l'Amérique
- 1981 : Le monde a besoin des enfants

### Albums
- 1960 : Satan m'a dit
- 1961 : À Bobino
- 1962 : Chansons pour l'automne
- 1962 : Le Bateau blanc
- 1962 : Ma jeunesse fout l'camp
- 1964 : Chansons pour l'hiver
- 1965 : Chansons de l'été
- 1967 : Quarante Ans
- 1968 : Chansons d'hier et de toujours
- 1968 : Paris vaut bien une chanson...
- 1973 : Je voyage
- 1974 : Nous les amoureux
- 1974 : C'était toute ma jeunesse
- 1979 : À Saint-Germain des Près
- 1981 : C'est peut-être pas l'Amérique
- 1983 : Dessine-moi un amour
- 1984 : Jean-Claude Pascal chante Edgar Faure

## Œuvres littéraires
- Le Beau Masque, coll. « À jeu découvert », 1986, 346 p.  (ISBN 2221049187 et 9782221049181)
- Le Panier de crabes : l'étrange aventure de la baronne von T., Fleuve Noir, 1986, 174 p.  (ISBN 2265034312 et 9782265034310)
- Le Fauve, Fleuve Noir, 1987
- La Garce : l'effroyable nature de la baronne von T., Fleuve Noir, 1987, 269 p.  (ISBN 2265035742 et 9782265035744)
- La Reine maudite : le dossier Marie Stuart, éd. du Rocher, 1988, 991 p.  (ISBN 2268006425 et 9782268006420)
- L'Arc-en-ciel de novembre : un cardinal venu d'Espagne, éd. du Rocher, 1989, 437 p.  (ISBN 226800774X et 9782268007748)
- L'Amant du Roi (Louis XIII - Luynes), coll. « Histoire », éd. du Rocher, 1991, 423 p.  (ISBN 2268011240 et 9782268011240)
- L'Enfant et les Giboulées, Presses Pocket, 1991, 344 p.  (ISBN 2266044249 et 9782266044240)

## Distinctions
- Croix de guerre 1939–1945,
- Commandeur de l'ordre des Arts et des Lettres,
- Chevalier de la Légion d'honneur [1].